# بابنوسة
بابَنوُسَةْ مدينة تقع في ولاية غرب كردفان بالسودان على ارتفاع 373 متر (1224 قدم) فوق سطح البحر، وتبعد عن الخرطوم العاصمة بمسافة 697 كيلومتر (433 ميل)، وتعتبر واحدة من أهم محطات التقاطع الرئيسية في سكة حديد السودان التي تربط غرب السودان بشرقه وشماله وبها عدد كبير من الورش الخاصة بالسكك الحديدية. ويبدأ منها الخط المتجه جنوباً نحو واو في جنوب السودان.

## التسمية
اللفظ بابَنُوسَة مشتق من كلمة «البابَنوُس» وهو الاسم الذي يطلقه السودانيون على شجر الأبنوس، والواحدة منه هي بابنوسة، وسميت المدينة بهذا الاسم لكثرة هذا النوع من الأشجار في محيطها، وهي أشجار مرغوب فيها في السودان لاستخدام أخشابها في العديد من صناعات الأثاث الكمالية والتحف.

## الإدارة
مدينة بابنوسة هي حاضرة محلية بابنوسة إحدى محليات ولاية غرب كردفان.

## الموقع
تقع بابنوسة بين خطي طول 11 درجة و 20 دقيقة شمالاً و 27 درجة و 48 دقيقة شرقاً.

## السكان
يبلغ عدد سكان المدينة حوالي 940 22 نسمة حسب تقديرات عام 2008م.

## الأحياء السكنية
- حي السلام
- حي النصر
- حي القنطور
- الصحافة
- الوحدة
- الفاروق
- حي السكة حديد
- حي التربية
- أبو إسماعيل
- حي الغُبِّيش
- حي القلعة
- القبة
- المقاطع

## النشاط الاقتصادي
يشكل الرعي وتربية الحيوان والزراعة من أهم الأنشطة الاقتصادية بالمدينة، إلى جانب قطاع الخدمات والنقل المتمثل في السكة الحديد.
وتشتهر المدينة بصناعة الألبان، وقد عرفت بداية لصناعة تعتمد على الإنتاج المحلي منه، حيث تم إنشاء مصنع لمنتجات الألبان تحول فيما بعد ذلك إلى تجفيف الكركدي والصمغ العربي والعرديب، قبل أن يتوقف عن الإنتاج.

## النقل
لعبت السكك الحديدية دوراً مهماً في تطوير المدينة، حيث يمتد إليها خط السكة الحديدية من تقاطع مدينة الرهد الذي يرتبط بخط آخر قادم من مدينة الأبيض، ومن بابنوسة يتفرع الخط إلى فرعين أحدهما يتجه غرباً نحو مدينة نيالا وقد تم إنشاؤه في عام 1959م، والآخر نحو مدينة واو في جنوب السودان وتم تدشينه في عام 1962 م،
وتقع بين بابنوسة ومدينة الرهد محطات البركة والدبيبات وأبو زبد ورجل الفولة، بينما تفصل بينها وبين مدينة نيالا محطات التبون وعديلة والضعين وصليعة وكاسب وأم كردوس، وتوجد بينها وبين مدينة واو بجنوب السودان عدة محطات أكبرها هي المجلد والفودة أبو جابرة (وهي محطة أنابيب لنقل النفط)، وبحر العرب وأويل وأويل، وكان هذا الخط قد تم تدمير أجزاء منه إبان الحرب الأهلية السودانية الثانية، إلا أنه أعيد تأهليه وتشغيله مجدداً في عام 2010 م، بتمويل من الأمم المتحدة قدره 250 مليون دولار أمريكي.
وتربط المدينة بغيرها من المدن المجاورة عدة طرق برية ممهدة وموسمية.
لا يوجد مطار في بابنوسة، وأقرب مطار إليها هو مطار كوستي ورمزه في منظمة الإيكاو هو HSKI وفي منظمة أياتا KST.

أنظر: مطارات السودان

## الرعاية الصحية
يوجد بالمدينة مستشفى هو مستشفى بابنوسة. ويوجد بها مركز للتأمين الصحي

## التعليم
هناك عدة مدارس من مختلف المراحل، ويتمثل التعليم العالي في كلية الموارد الطبيعية التابعة لجامعة غرب كردفان التي تأسست عام 1997 م، وبدأت الدراسة فيها رسميّاً يوم 17 أكتوبر/ تشرين الأول عام 1998 م. وتنتشر كلياتها في كل من مدينة النهود حيث توجد رئاستها، ومدن الفولة وبابنوسة والمجلد وغبيش ولقاوة وأبو زبد.

## الرياضة
تتركز الرياضة في المدينة على كرة القدم حيث توجد عدة فرق رياضية تتنافس فيما بينها على دوري المدينة، ومن بين تلك الفرق:
- الرمال
- الإسماعيلي
- الشبيبة
- الشرطة
- الوحدة
- حي العرب
- الرابطة
- الرباط
- الموردة
- التحدي
- الصقر
- الامل
- الشروق
- السلام
- الهلال
- الأهلي